# Bernd Olbricht
Bernd Olbricht (n. 17 octombrie 1956, Gnoien, Republica Democrată Germană, Germania) este un canoist ce a reprezentat Republica Democrată Germană, medaliat olimpic. A participat la 2 ediții ale Jocurilor Olimpice (1976, 1980) în care a câștigat două medalii de aur, o medalie de argint și o medalie de bronz.